# Гнездово (Лихославльский район)
Гнездово — деревня в Лихославльском районе Тверской области.

## География
Находится в центральной части Тверской области на расстоянии приблизительно 30 км на север по прямой от районного центра города Лихославль.

## История
Деревня была подарена Павлом I адмиралу А. С. Шишкову, с 1849 года она перешла к его племяннице Н. Д. Шишковой. В 1859 году здесь (деревня Новоторжского уезда) было учтено 53 двора, в 1886 — 66. В советское время работали колхозы «Красная поляна», «Большевик». До 2021 года деревня входила в Станское сельское поселение Лихославльского района до его упразднения.

## Население
Численность населения: 326 человек (1859 год), 421 (1886), 153 (карелы 54 %, русские 38 %) в 2002 году, 130 в 2010.